# 荒砥駅
荒砥駅（あらとえき）は、山形県西置賜郡白鷹町大字荒砥甲にある山形鉄道フラワー長井線の駅である。同線の終点。
当駅の構内脇にはフラワー長井線の車両基地が隣接しており、YR-880形が配置されている。

## 歴史
- 1923年（大正12年）4月22日：長井線鮎貝 - 荒砥間開通と共に開業[1]。
- 1981年（昭和56年）3月10日：貨物取扱廃止[1]。
- 1984年（昭和59年）2月1日：荷物扱い廃止[1]。
- 1987年（昭和62年）4月1日：国鉄分割民営化に伴い、JR東日本の駅となる[1]。
- 1988年（昭和63年）10月25日：山形鉄道へ移管[1][2]。
- 1996年（平成8年）4月1日：無人化[3]
- 2002年（平成14年）：東北の駅百選に選定される。
- 2003年（平成15年）4月20日：改築駅舎全面オープン[4]。

## 駅構造
- 単式ホーム1面1線の地上駅。

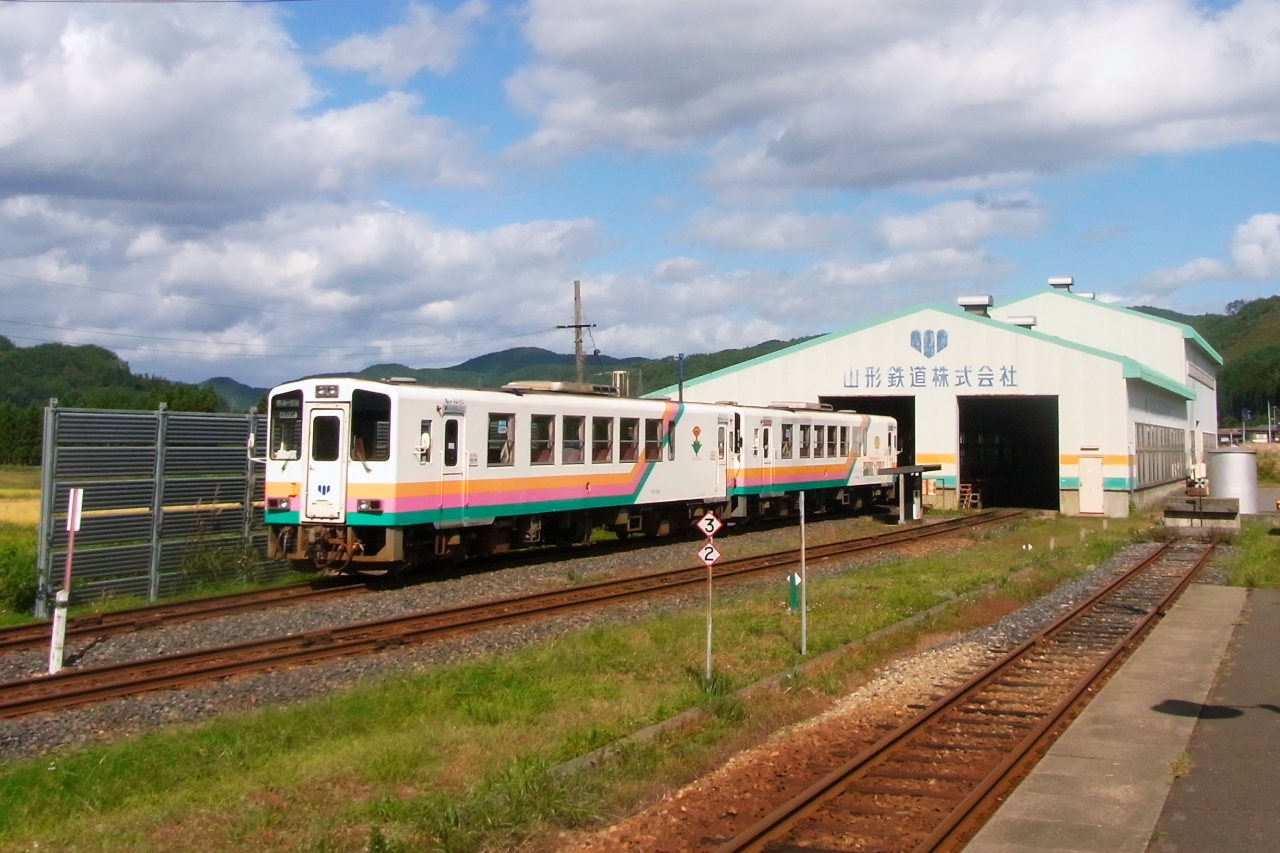
山形鉄道の車両基地（左）とホーム（右）

- 社員配置駅（早朝・夜間と土曜・日曜・祝日は駅員不在）。
- 出札窓口（営業時間9:00 - 18:00、土曜・日曜・祝日は休業）設置。

## 利用状況
- 2017年度の1日平均乗車人員は157人である。

| 乗車人員推移 | 乗車人員推移 |
| 年度         | 1日平均人数  |
| ------------ | ------------ |
| 1997         | 427          |
| 1998         | 407          |
| 1999         | 312          |
| 2000         | 280          |
| 2001         | 262          |
| 2002         | 258          |
| 2003         | 244          |
| 2004         | 245          |
| 2005         | 230          |
| 2006         | 218          |
| 2007         | 214          |
| 2008         | 208          |
| 2009         | 195          |
| 2010         | 200          |
| 2011         | 199          |
| 2012         | 191          |
| 2013         | 173          |
| 2014         | 166          |
| 2015         | 161          |
| 2016         | 158          |
| 2017         | 157          |

## 駅周辺
荒砥の中心街は駅から徒歩でおよそ10 - 15分の高台にあり、下記の施設も多くがその周辺にある。
- 白鷹町役場
- 最上川橋梁（明治期の貴重なダブルワーレントラス橋であることを理由に、土木学会選奨土木遺産に選定）
- 長井警察署白鷹東駐在所
- 荒砥郵便局
- 山形県立荒砥高等学校
- 国道287号
- 国道348号

## バス路線
下記の路線が「荒砥駅」停留所を発着する。
- 山交バス
  - 山形 - 長谷堂 - 荒砥 - 長井
    - 山形市役所前 行、道の駅川のみなと長井 行
- 町営バス（白鷹町）
  - 荒砥・大瀬線
    - 大瀬 行

  - 荒砥・中山線
    - 中山スキー場口 行

備考
- 山交バスは荒砥車庫廃止に伴い、2013年4月1日より山形市役所前 - 長井市役所前間の路線バスが荒砥駅を経由するルートに変更された。この他、長井市役所前 - 荒砥駅間の便も朝・夕に数便運転されている。なお、従来からの荒砥駅前停留所も駅近くの国道287号に存続しており、山形 - 長井間の便は両方を経由する。

## その他
- 駅舎内には資料館（正式名称は「荒砥駅資料館」）がある。
- 当駅は「2003年4月にリニューアルオープンした新駅舎」として、東北の駅百選に選定された。

## 隣の駅
山形鉄道
■フラワー長井線
四季の郷駅 - 荒砥駅